# Michael Gottlieb Agnethler
Michael Gottlieb Agnethler (* 19. Juli 1719 in Hermannstadt; † 15. Juni 1752 in Helmstedt) war ein siebenbürger Naturwissenschaftler und Numismatiker.

## Leben
Michael Gottlieb Agnethler, dessen Familie sich ursprünglich Lang nannte, wurde am 19. Juli 1719 in Hermannstadt als Sohn des Pfarrers und Schulleiters Daniel Agnethler geboren. Ab 1742 studierte er an der Universität Halle zunächst Theologie, Philosophie, Mathematik sowie Geschichte und ab 1746 Medizin. 1750 wurde er zum Doktor der Philosophie promoviert, im Folgejahr zum Doktor der Medizin. 1750 nahm man ihn in die kaiserliche Akademie der Naturforscher auf. Kurze Zeit später berief man ihn als Professor für Rhetorik und Archäologie an die Universität Helmstedt. Agnethler starb kurz nach Amtsantritt am 15. Juni 1752 32-jährig an Schwindsucht, an der er schon seit Kindesalter litt. Er hatte zudem die vier Schriften Systema Naturae, Fundamenta Botanica, Bibliotheca Botanica und Classes Plantarum von Carl von Linné herausgegeben.

## Werke (Auswahl)
- Dissertationem Solemnem De Lavro Pro Obtinenda Doctrinae Salutaris Lavrea. Gebauer, Halle 1751. (Digitalisat)
- Martin Schmeitzel’s Erläuterung goldener und silberner Münzen von Siebenbürgen, welche zugleich auch die merkwürdigen Begebenheiten des 16., 17., und 18. Jahrhunderts im siebenbürgischen Fürstenthume zu erkennen gibt. Herausgegeben von Gottlieb Michael Agnethler. Halle 1748, OCLC 838063545.
- Beschreibung des Schulzischen Münzkabinet. 4 Bände. Gebauer, Halle 1750–1752. (Digitalisat Band 1), (Band 2), (Band 3), (Band 4)
- Index Bibliothecae, Res Hungariae, Transilvaniae vicinarumque Provinciae illustrantis quam […] Michael Gottlieb Agnethler Codicibus praecipue Msptis auxit. Kittler, Halle 1751, OCLC 48737272.